# アーデルベルト・フォン・シャミッソー

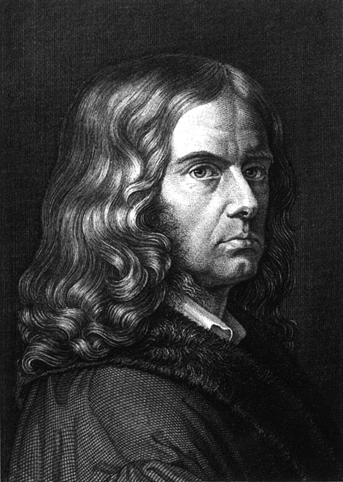
アーデルベルト・フォン・シャミッソー
(画)ロベルト・ライニック

アーデルベルト・フォン・シャミッソー（Adelbert von Chamisso, フランス名：ルイ・シャルル・アデライド・ド・シャミッソー・ド・ボンクール（Louis Charles Adélaïde de Chamisso de Boncourt）, 1781年1月30日‐1838年8月21日）は、フランス出身のドイツの詩人で植物学者である。現在ではドイツ語で文学作品を残したロマン派文学者として著名で、後期ロマン派でリベラルな傾向を代表する文学者として活躍した。

## 伝記
シャンパーニュ地方（現在のシャンパーニュ＝アルデンヌ地域圏・マルヌ県）のシヴリー＝アントにあるボンクール（Boncourt）城に伯爵家の一族として生まれた。両親とともにフランス革命によってドイツに亡命し1796年からベルリンで定住し始めた。同年にプロイセン王妃の小姓となり、1798年には軍に入隊した。家族はまもなくフランスに帰国したが、彼はプロイセンに残った。その後博物学を学び、また文学に志して1803年に同志とともに 『ドイツ年鑑詩集　Der deutsche Musenalmanach』を創刊して詩を発表し、新進詩人として注目された。軍人としてナポレオン戦争に出征したが1806年にフランス軍に敗れ、フランスに戻ったが、既に両親は世を去っていた。
1807年にベルリンに戻って除隊し、1810年までベルリンで過ごした後、ヴァンデ県ナポレオンヴィルで教職についた。ところがスタール夫人のサークルに加わり、彼女のスイス・コペーでの亡命生活にも同行し、ここで植物学の研究に没頭して2年近くを過ごした。1812年にベルリンに戻り、ここでも研究を続けた。
1814年には友人ヒツィヒの子供たちのためにメルヘン風物語「影をなくした男（ペーター・シュレミールの不思議な物語）Peter Schlemihls wundersame Geschichte」を書き、これはフーケにより1814年に出版されシャミッソーの作品中で特に今日まで読まれている（現在は池内紀訳で岩波文庫）。この物語はナポレオン戦争で2つの祖国の板挟みとなったシャミッソー自身の苦悩が直接的に反映されたものとなっている。
1815年に植物学者としてロシアの探検船「リューリク」(Rurik) に乗り組み世界一周の旅に出た。この途上、サルパ（原索動物）の研究で、世界で初めて世代交代を発見しているが当時は注目されなかった。またこの時同じ船に乗り合わせた博物学者ヨハン・エッシュショルツ（Johannes Eschscholtz）をシャミッソーは親友としており、後に米国カリフォルニア産のハナビシソウを新種記載することになった際は彼の姓からとって学名を Eschscholzia californica とした。1818年に帰還し、ベルリン植物園園長および科学アカデミー会員となった。1820年には年の離れた若い女性と結婚している。植物学者としての著述がいくつかあり、ハナビシソウを含む複数の新種に命名者として名を残している（Cham. と略記）。この間は文学から離れ、文学者として復帰したのは48歳のときである。1829年に 『ドイツ年鑑詩集』を復刊し、後期の詩は主にここで発表された。なお、この雑誌によってフェルディナント・フライリヒラートなど新進のドイツ詩人が作品が発表され、世に出ている。 
詩人としては自身の結婚生活に触発された作品「女の愛と生涯 Frauenliebe und -leben 」（1830）が有名で、のちにロベルト・シューマン、カール・レーヴェにより歌曲集として作曲された。そのほか有名な詩集に「ボンクール城 Schloss Boncourt 」、「サラスとゴメス Salas y Gomez 」などがある。